# Muza Partska
Muza Partska, velika kraljica Partskega cesarstva od leta 2 pr. n. št.–4 n. št. Jožef Flavij jo imenuje Tremuza, poznana pa je tudi kot Tea Urania (Astarta), * ni znano, † ni znano.
Muza je bila italska sužnja, katero je rimski cesar Oktavijan (vladal 27 pr. n. št.–14) podaril partskemu vladarju Fraatu IV. (vladal 37 pr. n. št.–2 pr. n. št.). Približno takrat je Fraat vrnil Oktavijanu legijske prapore (aquilae), ki jih je leta 53 pr. n. št. v bitki pri Kari izgubil Mark Licinij Kras. 
Postala ja Fraatova najljubša žena, njen sin Fraat V., bolj poznan kot Fraatek (Mali Fraat), pa izbrani prestolonaslednik. Muza je svojega moža prepričala, naj vse svoje druge sinove pošlje v Rim za talce. Ko se je znebila tekmecev za prestol, je s Fraatkovo pomočjo zastrupila Fraata IV. in leta 2 pr. n. št. skupaj s sinom prevzela oblast v državi. 
Jožef Flavij trdi, da se je potem poročila s svojim sinom. Takšen zakon ni bil sprejemljiv niti za njune podložnike niti za aristokracijo. Sprožil je upor, v katerem so Muzo in Fraata V. vrgli s prestola. Njuna nadaljnja usoda ni poznana. Na partskem prestolu ju je nasledil Orod III.